# Université de Diffa
 (novembre 2015).
L’université de Diffa, ou UDA, est une université située au Niger dans la ville de Diffa, à 1 355 km à l’Est de Niamey. 

## Histoire
Le projet de création de quatre universités (Agadez, Diffa, Dosso, Tillabéri) a été adopté en conseil des ministres le 10 avril 2014 puis voté à l’unanimité par les députés de l’Assemblée nationale. L’université a été créée par la loi n° 2014-40 du 19 août 2014.

## Spécialisation
La région devant faire face à la désertification et l’assèchement du lac Tchad, l'Université est spécialisée dans les questions d’environnement.
Avec l’insécurité créée par la secte Boko Haram dans le bassin du Lac Tchad, l’Université mène beaucoup d’activités de réflexion sur la culture de la paix pour soutenir les efforts des pouvoirs publics des pays du bassin du Lac Tchad.

## Composition
En 2015, l'université est composée d'un Institut Supérieur en Environnement et Écologie (IS2E) et d'une Faculté des Sciences Agronomiques (FSA).   Elle comporte en outre quatre (4)services techniques dont une Cellule de Suivi Ecologique et Environnemental, une Cellule Mutualisée, une Cellule Paix et Développement et une Cellule Assurance Qualité.  